# Bine Pišlar
Bine Pišlar (ur. 19 marca 1983 w Koprze) – słoweński wioślarz.

## Osiągnięcia
- Mistrzostwa Świata Juniorów – Zagrzeb 2000 – czwórka podwójna – 6. miejsce[1].
- Mistrzostwa Świata Juniorów – Duisburg 2001 – czwórka podwójna – 7. miejsce[1].
- Mistrzostwa Świata – Mediolan 2003 – jedynka wagi lekkiej – 4. miejsce[1].
- Mistrzostwa Świata U-23 – Amsterdam 2005 – jedynka wagi lekkiej – 5. miejsce[1].
- Mistrzostwa Świata – Eton 2006 – jedynka wagi lekkiej – 4. miejsce[1].
- Mistrzostwa Świata – Monachium 2007 – jedynka wagi lekkiej – 8. miejsce[1].
- Mistrzostwa Europy – Ateny 2008 – dwójka podwójna wagi lekkiej – 6. miejsce[1].